# ۶۱۹ (پیش از میلاد)
۶۱۹ (پیش از میلاد) ۶۱۹مین سال قبل از تقویم میلادی است.